# Metzgouw
Metzgouw of Pagus Mattensis of pays messin was een middeleeuwse gouw, een onderdeel van het bisdom Metz met als centrum Metz en de voorloper van het graafschap Metz. Het komt ongeveer overeen met het huidige arrondissement Metz.

## Graven
- Gerard I van Metz (890-910)
- Matfried van Metz (926-930)